# Conselho Nacional de Resistência Timorense

Flagge des CNRT

Der Conselho Nacional de Resistência Timorense CNRT (Nationalrat des timoresischen Widerstandes) diente als Dachorganisation, um den Freiheitskampf Osttimors gegen die indonesische Besatzung (1975–1999) besser zu koordinieren. In ihr waren verschiedene osttimoresische Parteien und Gruppen vereinigt, wie die FRETILIN, die UDT oder Colimau 2000. Von 1988 bis 1998 hieß die Organisation Conselho Nacional de Resistência Maubere CNRM (Nationalrat des Widerstandes der Maubere).

## Geschichte

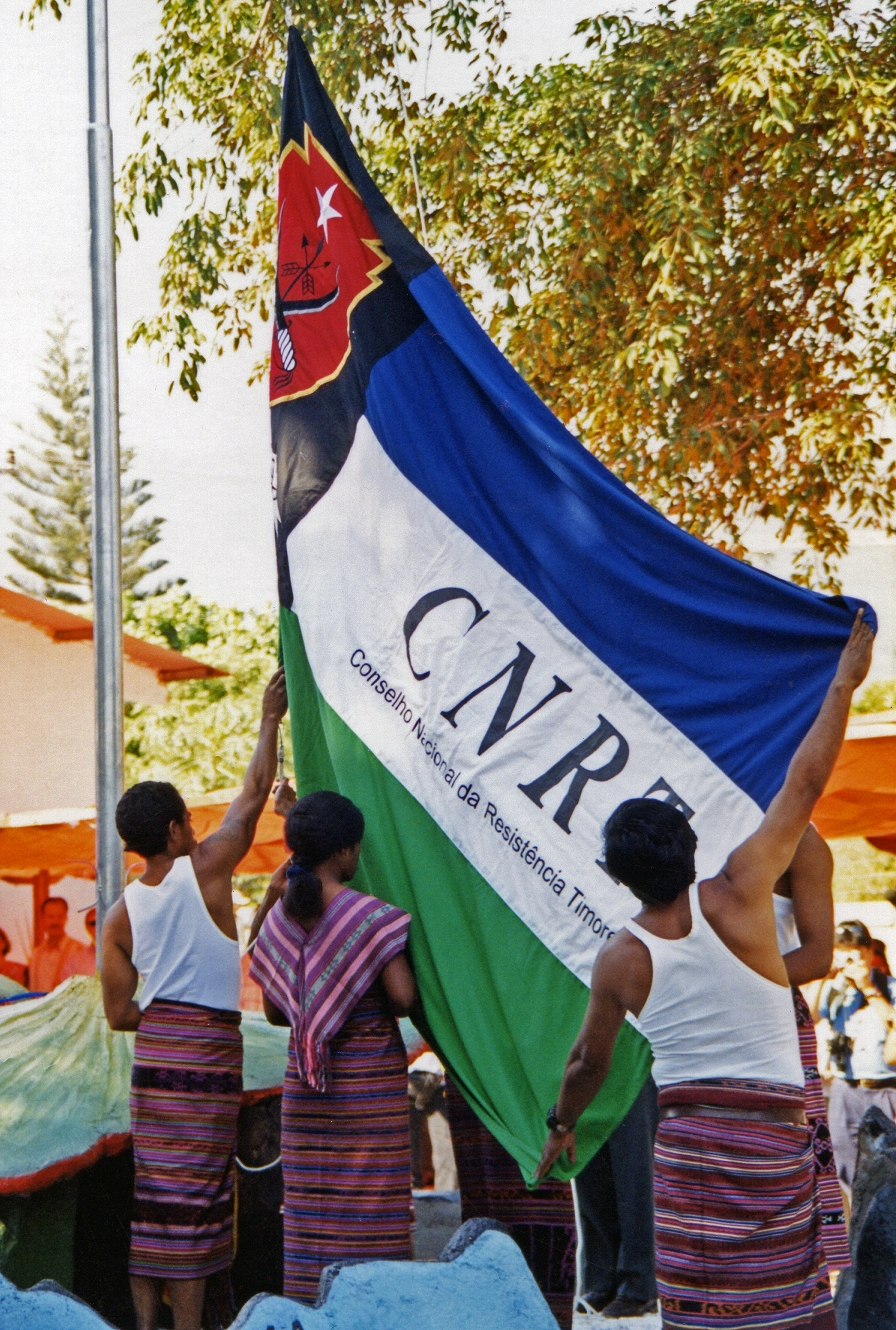
CNRT-Veranstaltung zum Unabhängigkeitsreferendum 1999

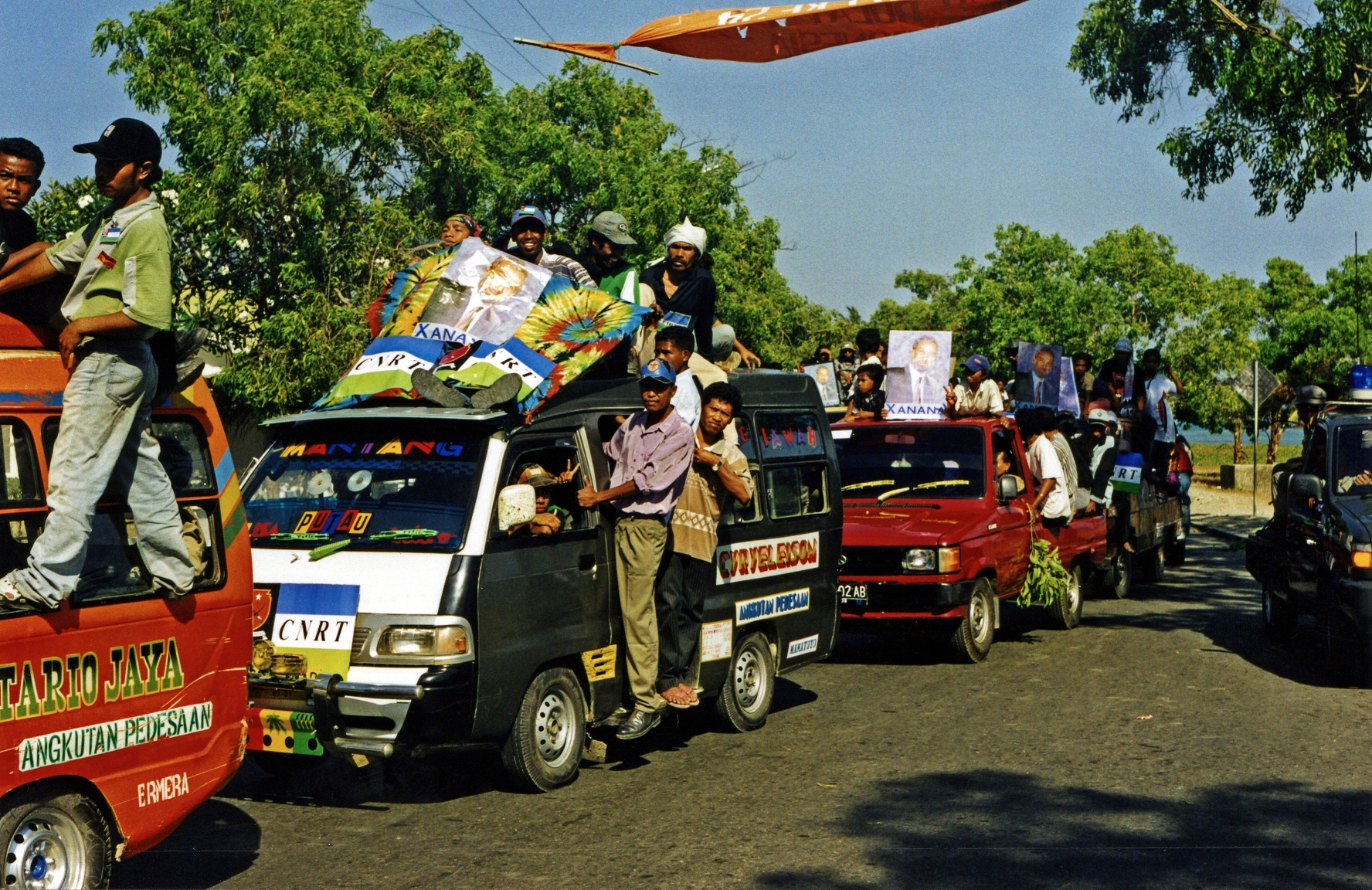
CNRT-Veranstaltung zum Unabhängigkeitsreferendum 1999

Nach der Nelkenrevolution in Portugal 1974 sollte die Kolonie Portugiesisch-Timor für die Unabhängigkeit vorbereitet werden, doch im August 1975 kam es zum bewaffneten Kampf um die Macht zwischen den beiden größten Parteien UDT und FRETILIN. Mit Hilfe ihrer militärischen Organisation, der FALINTIL, konnte die FRETILIN die Oberhand behalten. Die Anhänger der UDT mussten zumeist nach Westtimor fliehen. Am 28. November 1975 rief die FRETILIN angesichts der Gefahr einer indonesischen Invasion die Unabhängigkeit von Portugal aus. Man erhoffte sich dadurch Unterstützung durch die internationale Staatengemeinschaft, doch nur neun Tage später begann Indonesien mit der offenen Besetzung des Landes. 
Es folgte eine Zeit geprägt von Terror und der Umsiedlung der Zivilbevölkerung, Verfolgung von Anhängern der Unabhängigkeitsbewegung durch pro-indonesische Milizen und die Armee. Hatte die FRETILIN zunächst noch die Kontrolle über einen großen Teil Osttimors, gelang es den Indonesiern durch Luftangriffe und die Vernichtung von Feldern, den Widerstand immer mehr in Bedrängnis zu bringen. Bis Dezember 1978 wurden die Basen der Widerstandsbewegung von der indonesischen Armee weitgehend zerstört und über 80 % der FRETILIN-Kämpfer getötet. Die FRETILIN ging unter Xanana Gusmão immer mehr zum Guerillakrieg gegen die Indonesier über. Verschiedene timoresische Gruppierungen bekämpften die Besatzer mit Unterstützung der Bevölkerung vom Gebirge aus.
Am 31. März 1986 wurde die Nationale Timoresische Konvergenz (Convergencia Nacional Timorense CNT) von UDT, FRETILIN, Klibur Oan Timor Asuwain (KOTA) und der Partido Trabalhista PT (Arbeiterpartei) als Dachverband gegründet. Doch es gab weiter immer wieder Spaltungen und Machtkämpfe zwischen den einzelnen Gruppierungen. Der Pakt zerfiel wieder. Am 20. August 1987 wurde die FALINTIL von Gusmão von einer Parteiarmee der FRETILIN zu einer nationalen Armee des osttimoresischen Widerstands umgewandelt. Gusmão blieb ihr Anführer. Auf einem Kongress gründeten schließlich Gusmão und José Ramos-Horta, Sprecher der osttimoresischen Exilregierung und ihr Vertreter bei den Vereinten Nationen, am 31. Dezember 1988 den Conselho Nacional de Resistência Maubere CNRM (Nationalrat des Widerstandes der Maubere) als neuen Dachverband des osttimoresischen Widerstands. Xanana Gusmão wurde zum Präsidenten des CNRM gewählt, weswegen er aus der FRETILIN austrat, um nicht als parteiisch zu gelten. Gleiches tat Ramos-Horta. Der Begriff Maubere wurde von Ramos-Horta in den 1970ern geprägt und war ursprünglich eine Bezeichnung für die Mambai, eine der größten Ethnien Osttimors. Während der Kolonialzeit nannten die Portugiesen die ländliche Bevölkerung Timors Maubere, um sie von den portugiesischen Siedlern und Mestizen zu unterscheiden. Es wurde zu einem Synonym für unzivilisierte Analphabeten. UDT und KOTA lehnten zunächst eine Zusammenarbeit ab, angeblich wegen des Begriffs Maubere. Zudem kritisierte die UDT, der CNRM wäre nur eine andere Erscheinungsform der FRETILIN.
Durch das Santa-Cruz-Massaker 1991 und die Vergabe des Friedensnobelpreises an Ramos-Horta und Bischof Carlos Filipe Ximenes Belo 1996 erhielt Osttimor größere Aufmerksamkeit in der Weltöffentlichkeit und wurde Indonesien international immer mehr unter Druck gesetzt, woran auch die Gefangennahme Gusmãos 1992 nichts änderte. Bei einer Konferenz vom 23. bis 27. April 1998 in Peniche (Portugal) gelang schließlich die Vereinigung der verschiedenen osttimoresischen Gruppen (FRETILIN, UDT, KOTA, APODETI, Arbeiterpartei und die neu gegründete UDC) und die Organisation wurde in den Conselho Nacional de Resistência Timorense CNRT umbenannt.
Im Mai 1998 trat der langjährige indonesische Machthaber Suharto nach Studentenprotesten ab. Im Juni bot sein Nachfolger Bacharuddin Jusuf Habibie Osttimor Autonomie innerhalb des indonesischen Staates an. Eine völlige Unabhängigkeit schloss er aber aus und erklärte, Portugal und die Vereinten Nationen müssten die indonesische Souveränität über Osttimor anerkennen. Der CNRT lehnte den Vorschlag am 11. August 1998 ab und forderte stattdessen eine Volksabstimmung über die Unabhängigkeit und die Freilassung Xanana Gusmãos. Schließlich wurde ein Referendum über die Zukunft Osttimors 1999 vereinbart. 78,5 % der Osttimoresen sprachen sich für die Unabhängigkeit aus, doch die Zeit vor und nach dem Referendum wurde durch Gewaltakte von pro-indonesischen Milizen und Militär überschattet, denen mehrere Tausend Menschen zum Opfer fielen, hunderte Frauen und Mädchen wurden vergewaltigt, drei Viertel der Bevölkerung vertrieben und 75 % der Infrastruktur des Landes zerstört. Die UNO schickte schließlich die internationale Streitmacht INTERFET, um das Land zu befrieden, und übernahm die Kontrolle. Noch im Dezember 1999 wurde von der UN-Verwaltung Osttimors (UNTAET) der National Consultative Council (NCC) geschaffen, um der Bevölkerung eine Vertretung zu geben.
Am 21. Juni 2000 vereinbarten das UNTAET und der CNRT die Neuordnung des NCC, der die Bevölkerung Osttimors in der Verwaltung vertrat. Der National Council (NC) hatte nun 33 Mitglieder, die alle Osttimoresen waren.

Das Wappen Osttimors (2002–2007) mit dem Schild des CNRT

Bis zu dem Kongress im August 2000 schlossen sich auch die neuen osttimoresischen Parteien PST, UDC und nach ihrer Gründung PSD und PDM dem CNRT an. Nach dem Kongress traten jedoch FRETILIN und UDT aus dem CNRT aus. Am 23. Oktober wurde CNRT-Präsident Xanana Gusmão zum Sprecher des NC gewählt. 
Am 9. Juni 2001 löste sich schließlich der CNRT auf, um den Weg für den Wahlkampf der verschiedenen Parteien zur bevorstehenden ersten Wahl am 30. August 2001 frei zu machen. Am 20. Mai 2002 wurde Osttimor unabhängig. Im Wappen Osttimors von 2002 bis 2007 wurde als zentrales Element der Schild des CNRT geführt. Infolge der Besatzung und des daraus entstandenen Guerillakrieges starben etwa 183.000 Menschen.
2007 kündigte Xanana Gusmão an, mit einer eigenen, neuen Partei zu den kommenden Parlamentswahlen als Kandidat für den Premierminister anzutreten. Die neue Partei heißt Congresso Nacional da Reconstrução Timorense (Nationalkongress für den timoresischen Wiederaufbau) und trägt ebenfalls die Abkürzung CNRT. Aufgrund der Namensähnlichkeit wird er von der bisherigen Regierungspartei FRETILIN kritisiert.

## Struktur des CNRT
Die Führung des CNRT bestand aus drei Organen: Nationale Politkommission,  Exekutivkommission und Justizkommission. Xanana Gusmão (ehemals FRETILIN) wurde zum CNRT-Präsidenten und Vorsitzenden der Nationalen Politkommission. In der Rangfolge Nummer zwei war Vizepräsident José Ramos-Horta, der auch Vorsitzender der Exekutivkommission wurde. „Stiller“ Vizepräsident wurde der in Osttimor lebende Mário Viegas Carrascalão (PSD).
Als Dachorganisation für die Jugend- und Studenten-Widerstandsgruppen diente das Presidium Juventude Lorico Ass'wain Timor Loro Sa'e. In ihm waren 14 Gruppen eingebunden, darunter OJETIL, OPJLATIL, Fuan Domin, RENETIL, Uniamorte, Sagrada Família, IMPETTU, FITUN, UJTL und BPPM. Koordinator des Präsidiums wurde Juvêncio Martins.
In der Nationalen Politkommission und Exekutivkommission waren Parteivertreter und Parteilose vertreten. Bei der Nationalen Politkommission kam noch ein Priester dazu, während in der Justizkommission Experten saßen.
Die Kommissionen bestanden, wie sie im April 1998 in Peniche beschlossen wurden, zunächst aus 22 Exil-Timoresen. Im September ernannte Gusmão zwölf weitere Mitglieder der Nationalen Politkommission, die in Osttimor lebten.
Mitglieder der Nationalen Politkommission:
- Xanana Gusmão (ehemals FRETILIN)
- José Ramos-Horta (ehemals FRETILIN)
- João Viegas Carrascalão (UDT)
- Pfarrer Francisco Fernandes
- Marí Alkatiri (FRETILIN)
- Ana Pessoa Pinto (FRETILIN)
- Alberto Araújo
- Domingos de Oliveira (UDT)

Dazu kamen vier Ersatzmänner:
- Estanislau da Silva (FRETILIN)
- Hermenegildo „Ágio“ Pereira (PSD)
- Vicente da Silva Guterres, (UDC), zusätzlich Sekretär des Ständigen Rates
- Zacarias da Costa (PSD), CNRT-Repräsentant in Brüssel

Die Vertreter aus Osttimor selbst waren:
- Abel da Costa Belo (APODETI)
- David Dias Ximenes (FRETILIN)
- E. Domingos Francisco J. de Sousa
- Leandro Isaac (PSD), Vorsitzender des letzten CNRT-Kongresses
- João Baptista Fernandes Alves
- Leão Pedro dos Reis Amaral (KOTA)
- Francisco Lú-Olo Guterres (FRETILIN)
- Manuel Carrascalão (UDT), Sprecher des CNRT
- Paulo Freitas da Silva (Trabalhista)
- Taur Matan Ruak (FRETILIN)
- Francisco Lopes Carvalho
- Lucas da Costa (RENETIL, lebte in Indonesien)

Mitglieder der Exekutivkommission:
- José Ramos-Horta (ehemals FRETILIN)
- José Luís Guterres (parteilos), Sondergesandter bei den Vereinten Nationen und Chef der Abteilung Außenbeziehungen
- Manuel Tilman (KOTA), Chef der Abteilung Verwaltung und Ressourcen
- Roque Rodrigues (FRETILIN), zentrale Einrichtungen
- Emília Pires (parteilos), regionale Dienste
- Pascoela Barreto, (Finanzen und Ressourcen)
- Lucas da Costa, Jugendabteilung

Mitglieder der Justizkommission:
- Carlos Alberto Barbosa
- Jerónimo Henriques
- Alfredo Borges Ferreira
- Filomeno Andrade[2]

Weitere CNRT-Funktionäre:
- Virgílio Simith (parteilos), Sekretär
- Florentina Simith (parteilos), Schatzmeisterin
- Frederico Almeida Santos da Costa (APODETI), APODETI-Vertreter im Ständigen Rat
- Augusto Pires (KOTA), KOTA-Vertreter im Ständigen Rat
- Arlindo Marçal (PDC), PDC-Vertreter im Ständigen Rat
- Germano Jesus da Silva (PSD), PSD-Vertreter im Ständigen Rat
- Pedro dos Mártires da Costa (PST), PST-Vertreter im Ständigen Rat
- Domingos da Silva Soares, Generalkoordinator.[3]

Trotz Mitgliedschaft hatte die PDM im CNRT keine Vertreter in einem Amt.